# Acranthera simalurensis
Acranthera simalurensis är en måreväxtart som beskrevs av Cornelis Eliza Bertus Bremekamp. Acranthera simalurensis ingår i släktet Acranthera och familjen måreväxter. Inga underarter finns listade i Catalogue of Life.